# Woitsch (Gemeinde Liebenfels)

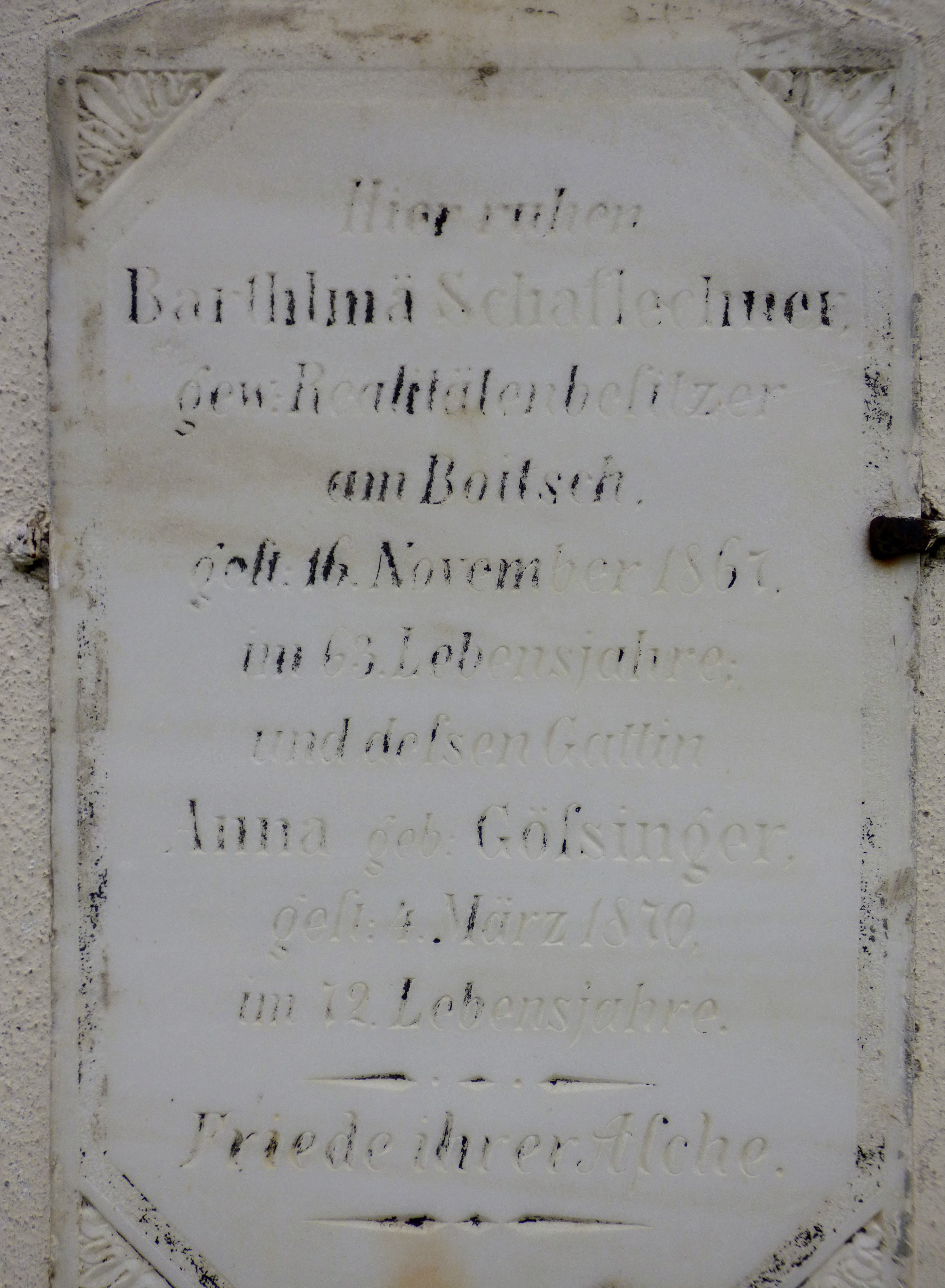
Grabstein am Friedhof Glantschach, mit Ortsbezeichnung Boitsch

Woitsch (im 19. Jahrhundert gelegentlich auch Weitschach) ist eine Ortschaft in der Gemeinde Liebenfels im Bezirk Sankt Veit an der Glan in Kärnten (Österreich). Die Ortschaft hat 14 Einwohner (Stand 1. Jänner 2024). Sie liegt zur Gänze auf dem Gebiet der Katastralgemeinde Rottschaft Feistritz.

## Lage
Die Ortschaft liegt im Südwesten des Bezirks Sankt Veit an der Glan, auf einem leicht nach Südwosten abfallenden Hang, etwas über 100 m höher als der Glantalboden. Sie liegt nur gut einen Kilometer Luftlinie westnordwestlich vom Gemeindehauptort Liebenfels entfernt, eine Anbindung ans Straßennetz besteht aber ausschließlich über Glantschach, sodass der Fahrweg nach Liebenfels über drei Kilometer beträgt. Es werden die Hofnamen Franzl (Nr. 1), Adam (Nr. 2) und Irgl (Nr. 4) geführt.

## Geschichte
1285 wird Voizach (= Sohn des Voja) urkundlich genannt.
Als Teil der Steuergemeinde Rottschaft Feistritz gehörte der Ort in der ersten Hälfte des 19. Jahrhunderts zum Steuerbezirk Kraig und Nußberg.
Bei Bildung der Ortsgemeinden im Zuge der Reformen nach der Revolution 1848/49 kam Woitsch zunächst an die Gemeinde Glantschach, 1875 an die Gemeinde Pulst. Seit 1958 gehört der Ort zur damals durch Fusion der Gemeinden Liemberg, Hardegg und Pulst entstandenen Gemeinde Liebenfels, in der 1973 auch die Gemeinde Sörg aufging.

## Bevölkerungsentwicklung
Für die Ortschaft zählte man folgende Einwohnerzahlen:
- 1869: 2 Häuser, 26 Einwohner[1]
- 1880: 3 Häuser, 27 Einwohner[5]
- 1890: 4 Häuser, 25 Einwohner[6]
- 1900: 3 Häuser, 29 Einwohner[7]
- 1910: 3 Häuser, 33 Einwohner[8]
- 1923: 3 Häuser, 24 Einwohner[9]
- 1934: 22 Einwohner[10]
- 1961: 2 Häuser, 13 Einwohner[11]
- 2001: 4 Gebäude (davon 4 mit Hauptwohnsitz) mit 4 Wohnungen; 16 Einwohner und 0 Nebenwohnsitzfälle; 4 Haushalte; 0 Arbeitsstätten, 2 land- und forstwirtschaftliche Betriebe[12]
- 2011: 4 Gebäude, 18 Einwohner, 4 Haushalte, 2 Arbeitsstätten[13]
- 2021: 4 Gebäude, 14 Einwohner, 4 Haushalte, 3 Arbeitsstätten[14]